# Damien Hirst
Damien Steven Hirst (Bristol, Engleska, 7. lipnja 1965.) je engleski umjetnik, poduzetnik i kolekcionar. On je najistaknutiji član skupine poznate kao Mladi britanski umjetnici (Young British Artists ili YBAs), koji su dominirali na umjetničkoj sceni u Velikoj Britaniji tijekom 1990-ih. Međunarodno je poznat, a navodno je i britanski najbogatiji živući umjetnik s bogatstvom u vrijednosti od 215 milijuna £.
Tijekom 1990-ih njegova karijera je bila usko povezana s kolekcionarom Charlesom Saatchijem, ali su njihove nesuglasice kulminirale 2003. kada završava njihova suradnja.
Smrt je središnja tema Hirstova djela. Postao je poznat po nizu djela u kojima su uginule životinje (morski pas, dvije ovce i krave) očuvane, ponekad i nakon što su secirane, u formaldehidu. Najpoznatija od njih je Fizička nemogućnost smrti u umu nekog živog, 4,3 m dug morski pas tigar uronjen u prozirnu staklenu vitrinu ispunjenu formaldehidom. Također radi i „vrtuće slike”, stvorene na vrtućoj kružnoj površini, i „spot slike”, koje su redovi nasumično obojenih krugova koje stvoraju njegovi pomoćnici.
U rujnu 2008. god. Hirst je izveo potez bez presedana za živućeg umjetnika prodajom kompletne izložbe Beautiful Inside My Head Forever na dražbi u Sothebyju i zaobilazeći svoje dugogodišnje posredničke galerije. Aukcija je premašila sva predviđanja, podizanje 111.000.000 £ (198 milijuna dolara), što je rekord za aukciju pojedinačnog umjetnika, pri čemu je Hirst oborio i osobni rekord za najskuplju skulpturu na svijetu dobivši 10.300.000 £ za Zlatno tele, životinju s 18-karatnim zlatnim rogovima i kopitima sačuvano u formaldehidu.
U nekoliko slučajeva od 1999. god., izvornost Hirstovih djela je u pisanim člancima novinara i umjetnika dovedeno u pitanje i u jednom slučaju je pravnim postupkom došlo do izvansudske nagodbe.

## Vanjske poveznice
- Službene stranice umjetnika  Arhivirana inačica izvorne stranice od 20. lipnja 2007. (Wayback Machine)
- Damien Hirst, kolekcija u galeriji Tate
- Damien Hirst Retrospective at Tate Modern, London video, 4.53 min